# Penetrómetro dinámico
Los penetrómetros dinámicos o pruebas o ensayos de penetración dinámica son un tipo de ensayos de penetración, empleados en la determinación de las características geotécnicas de un terreno, como parte de las técnicas de reconocimiento de un reconocimiento geotécnico.
Consisten en la introducción en el terreno de un elemento de penetración, generalmente de forma cónica, unido solidariamente a un varillaje. La hinca se realiza por golpeo de una maza con un peso definido, sobre una sufridera o cabezal colocado en la parte superior del varillaje.
Dicha maza se eleva a una altura fijada, y se deja caer libremente. El resultado del ensayo es el número de golpes necesario para que el penetrómetro se introduzca una determinada profundidad.
Exceptuando el ensayo de penetración estándar o SPT, que es un tipo de penetrómetro que se realiza exclusivamente en el interior de un sondeo y durante su ejecución, el resto, (DPSH, DPH y Borros), se consideran penetrómetros continuos, ya que proporcionan una medida continua de la resistencia a la penetración, desde la superficie hasta la profundidad máxima que se quiere alcanzar con el ensayo, o hasta obtener el rechazo a la hinca.

## Tipos de pruebas de penetración dinámica
- Ensayo de penetración estándar, o SPT
- Ensayos de penetración dinámica con registro continuo:
  - Prueba de penetración dinámica superpesada, o DPSH
  - Prueba de penetración dinámica pesada, o DPH
  - Penetrómetro Borros

(El kilopondio (símbolo kp), también llamado kilogramo fuerza, es una unidad de fuerza que imparte una aceleración gravitatoria normal/estándar (9,80665 m/s2 o 32,184 pies/s2) a la masa de un kilogramo. kp = kg × 9,81 m/s2 o kp = 9,81 kg × m/s2 o kp = 9,81 N)

## Relaciones entre penetrómetros dinámicos
Las correlaciones más usuales que proporcionan tanto una caracterización geotécnica del terreno como definiciones estructurales, son las que utilizan los resultados del ensayo SPT. Por lo tanto, resulta interesante establecer una relación entre los golpeos de pruebas con penetrómetro continuo, y los que se hubieran obtenido si se hubieran ejecutado ensayos SPT.
Al contrario que en el caso de comparación entre distintos penetrómetros dinámicos continuos, no es fácil obtener una relación "SPT-penetrómetro dinámico continuo". Y esto se debe a que tanto el útil de penetración (cuchara frente a punta cónica), como la forma de ejecución (fondo de sondeo frente a penetración con varillaje desde superficie), son radicalmente distintos.
Este tema está suficientemente tratado en la bibliografía relacionada, existiendo muy pocas correlaciones que liguen los resultados de ambos tipos de penetrómetro. Entre ellas, la más conocida es la de Dahlberg (1974), que relaciona golpeo de Borros con SPT en arenas:
{\displaystyle N_{SPT}} = 25 log({\displaystyle N_{B}}) - 15'16
En un terreno arcilloso medio a firme, Dapena et al. (2000) han encontrado el siguiente ajuste:
{\displaystyle N_{SPT}} = 13 log({\displaystyle N_{DPSH}}) - 2
que con la relación anteriormente planteada ente Borros y DPSH, puede escribirse como:
{\displaystyle N_{SPT}} = 13 log({\displaystyle N_{B}}) - 1'13
Estas expresiones proporcionan valores muy similares entre el golpeo SPT y el Borros para el intervalo entre 5 y 20 golpes, por lo que es muy común simplificar, aceptando que:
{\displaystyle N_{SPT}} = {\displaystyle N_{B}}
En cualquier caso, hay que tener en cuenta que en la realización de una prueba de penetración continua, parte de la energía proporcionada se consume en el rozamiento del varillaje (pese a que la sección del cono es algo superior a la de la varilla), al contrario que en un ensayo SPT. Por eso estas relaciones han de considerarse siempre con reservas.
A partir de los 6 a 10 metros de profundidad, el rozamiento por fuste de la varilla cobra importancia, por lo que el golpeo del penetrómetro dinámico empieza a ser claramente el correspondiente al SPT.